# Bojan Vručina
Bojan Vručina (* 8. November 1984 in Varaždin) ist ein kroatischer Fußballspieler.
Der Stürmer spielte bis zum Jahre 2002 für den Varteks Varaždin, zunächst als Kadett und Junior. Er wurde jedoch nicht in der ersten Mannschaft eingesetzt, sondern musste oft auf der Reservebank Platz nehmen. Dann wurde er an den damals in der 3. kroatischen Fußballliga Podravina Ludbreg verliehen. Mit zwanzig Toren war er der beste Torjäger der 3. kroatischen Fußballliga. Auf Grund dieser Ergebnisse kam er zurück nach zu Varteks, wurde aber erneut nur wenig eingesetzt und wechselte dann erneut zu Podravina Ludbreg. Im Januar 2004 wechselte er zu NK Slaven Belupo Koprivnica, für den er bis zum Winter 2007 spielte. Bei diesem Verein wurde er einer der besten Stürmer der 1. kroatischen Liga. Der Verein spielte in der Saison 2006/07 im Finale des kroatischen Pokals. Im Jahr 2008 erzielte er seine größten Erfolge mit Slaven Belupo mit der Qualifikation für den UEFA-Pokal.
In der Winterpause der Saison 2007/08 wurde Vručina vom MSV Duisburg ausgeliehen. Sein Bundesliga-Debüt feierte er am 2. Februar 2008, als er in der 87. Minute im Spiel gegen Borussia Dortmund eingewechselt wurde. Nachdem er aber in seinen ersten sieben Bundesligapartien nicht überzeugen konnte und kein Tor erzielte, kam er nur noch einmal zum Einsatz und kehrte nach dem Abstieg des MSV wieder nach Kroatien zu Koprivnica zurück.
Vručina wurde fünfmal in der kroatischen U21-Fußballnationalmannschaft eingesetzt.